# Polemó d'Atenes
Polemó d'Atenes (grec antic: Πολέμων, llatí: Polemon; ? - 276 aC), fill de Filòstrat, fou un filòsof platònic grec que va ser un director de l'Acadèmia platònica el 315 aC.
Home destacat per riquesa i poder polític, un aristòcrata acabalat, de jove Polemó va heretar una gran fortuna que li va permetre portar una vida malgastadora. A trenta anys, després d'una festa, va entrar per error en l'escola de Xenòcrates de Calcedònia, i va romandre tan impressionat de la seva oratòria que va esdevenir un dels seus majors deixebles. A partir de llavors portà una vida extremadament parca; va ser deixeble seu fins a la seva mort, quan el va succeir el front de l'Acadèmia (315 aC). Diògenes Laerci ens conta que els deixebles del filòsof, com no acostumava Polemó a sortir del seu hortet no més que per passejar per Atenes, construïren barraques girientorn d'aquest per romandre a prop seu.
Va ser amic de Cràntor de Soli i Crates, que va ser el seu eromenos (tal com ho va ser Polemó de Xenòcrates), tots dos deixebles seus, així com de Zenó de Cítion i d'Arcesilau. Diògenes Laerci, citant a Antígono de Caristo, diu que la relació entre Polemó i Crates es va allargar més enllà del període formatiu del segon, arribant fins i tot a viure sota el mateix sostre i a ser enterrats plegats. A la mort per tisi de Polemó, Crates va heretar l'escolarcat de l'Acadèmia. Aquest es l'epitafi que, segons Diògens Laerci, va escriure Anteàgoras sobre els dos:
Atén, oh vianant que transites,
la manera que en aquesta sepultura
Crates el sant i Polemó reposen;
magnànims varons i coincidents,
llavis i boca els seus,
d'on fluïxen sacres paraules,
i de la seva pura vida,
encara de les coses de la divinitat,
es van ilustrar els segles,
com va ser en concordança aquesta

als seus fundats i severs dogmes.

Estimava que l'objecte de la filosofia era exercitar l'home en coses i actes, no en especulacions dialèctiques. El seu caràcter era greu i sever. En literatura admirava Homer i Sòfocles.
Es creu que va escriure diverses obres, encara que cap d'elles ha perdurat fins a l'actualitat. En qualsevol cas, s'estima que la seva major aportació rau en l'accentuació dels conceptes del seu mestre.
Va morir el 273 aC probablement amb més de 80 anys. El va succeir al front de l'escola Crates. Se li atribueix la qualificació que Homer fou un "Sòfocles èpic" i Sòfocles un "Homer tràgic". Va deixar diversos tractats que no s'han conservat.